# A Street Arab (film 1898)
A Street Arab è un cortometraggio muto del 1898, diretto da William Heise.
Brevi filmati che ritraevano bambini furono da subito molto popolari. Ai fratelli Lumiere in Francia il gioco e la vita quotidiana dei bambini avevano offerto inesauribili spunti di ispirazione in filmati come Le Repas de bébé o Baignade en mar. I fratelli Skladanowsky in Germania avevano piuttosto rivolto la loro attenzione al mondo dei piccoli artisti di strada, in Italienischer Bauerntanz e Akrobatisches Potpourri. William Heise fu il primo negli Stati Uniti a seguire l'esempio di questi ultimi, riprendendo alcuni piccoli artisti tra i tanti che allora si guadagnavano la vita esibendosi sulle strade. Già nel 1894 come fotografo aveva ripreso alcuni ragazzini nativi americani impegnati in una danza degli spiriti (Sioux Ghost Dance). Come regista in Dancing Darkey Boy (1897) ad attrarre il suo interesse era stato un bambino afro-americano in una danza di tip-tap. Qui è un ragazzino contorsionista di New York. Il piccolo protagonista (la cui identità è sconosciuta) mostra di possedere notevole talento ed interpreta se stesso di fronte alla macchina da presa con estrema naturalezza, dignità e padronanza dei propri mezzi.

## Trama
Un ragazzino di New York si esibisce in un elaborato numero di contorsionismo.

## Produzione
Il film fu prodotto dalla Edison Manufacturing Company.

## Distribuzione
Il film fu distribuito dalla Edison Manufacturing Company nelle sale americane il 20 maggio 1898.